# Khuan Khanun (huyện)
Khuan Khanun (tiếng Thái: ควนขนุน) là một huyện (amphoe) của tỉnh Phatthalung, phía nam Thái Lan.

## Địa lý
Các huyện giáp ranh (từ phía nam theo chiều kim đồng hồ) là Mueang Phatthalung, Srinagarindra, Si Banphot và Pa Phayom của tỉnh Phatthalung, Cha-uat của tỉnh Nakhon Si Thammarat, và Ranot của tỉnh Songkhla.

## Lịch sử
Huyện được thành lập năm 1896, lúc đó tên là Udon (อุดร). Ban đầu trụ sở huyện năm ở làng số 5 của tambon Khuan Khanun, kể từ đó đã được di chuyển 4 lần. Năm 1899, trụ sở huyện đã được dời đến Ban Makok Tai, huyện đã được đổi tên thành Makok Tai (มะกอกใต้). Năm 1907, trụ sở huyện được dời đến Ban Thale Noi, lúc đó huyện được đặt tên là Thale Noi (ทะเลน้อย), khi trụ sở được dời đến Ban Phanang Tung, huyện được đổi tên thành Phanang Tung (พนางตุง). Cuối cùng, vào năm 1923, trụ sở huyện được dời đến vị trí ngày nay ở Ban Khuan Khanun.

## Hành chính
Huyện này được chia thành 12 phó huyện (tambon), các đơn vị này lại được chia ra thành 124 làng (muban). Khuan Khanun và Makok Nuea là hai thị trấn (thesaban tambon), mỗi đơn vị nằm trên một phần của tambon cùng tên. Có 12 tổ chức hành chính tambon.
| STT | Tên          | Tên tiếng Thái | Số làng | Dân số |  |
| --- | ------------ | -------------- | ------- | ------ |  |
| 1.  | Khuan Khanun | ควนขนุน         | 9       | 7.857  |  |
| 2.  | Thale Noi    | ทะเลน้อย        | 9       | 6.860  |  |
| 4.  | Na Khayat    | นาขยาด         | 11      | 8.088  |  |
| 5.  | Phanom Wang  | พนมวังก์         | 8       | 6.052  |  |
| 6.  | Laem Tanot   | แหลมโตนด       | 7       | 4.959  |  |
| 8.  | Pan Tae      | ปันแต           | 13      | 6.144  |  |
| 9.  | Tanot Duan   | โตนดด้วน        | 11      | 5.990  |  |
| 10. | Don Sai      | ดอนทราย        | 11      | 5.419  |  |
| 11. | Makok Nuea   | มะกอกเหนือ      | 9       | 7.458  |  |
| 12. | Phanang Tung | พนางตุง         | 13      | 10.042 |  |
| 13. | Chamuang     | ชะมวง          | 15      | 7.788  |  |
| 16. | Phraek Ha    | แพรกหา         | 8       | 5.768  |  |

Các con số mất là tambon nay tạo thành huyện Pa Phayom.